# Otto Wallburg
Otto Wallburg, nato Otto Maximilian Wasserzug (Berlino, 21 febbraio 1889 – Auschwitz, 29 ottobre 1944), è stato un attore tedesco di origine ebraica, vittima dell'Olocausto. Deportato ad Auschwitz, vi morì nell'ottobre del 1944.

## Biografia
Nato a Berlino, era il quarto figlio di un banchiere. Dopo le scuole superiori e un lavoro di apprendista, fece il suo debutto teatrale nel 1909, nel Faust di Goethe al Reinhardt Deutscher Theater.
Durante la prima guerra mondiale, ottenne la croce di ferro per il valor militare. Ferito gravemente al fronte, tornò al teatro nell'aprile 1916. In seguito, dopo aver tentato senza successo di fare il regista, proseguì la sua carriera di attore diventando uno dei più popolari comici di cabaret, apparendo più volte all'Astoria di Francoforte.
Nel 1926, venne assunto al Deutsches Theater di Max Reinhardt a Berlino. Allo stesso anno risale anche il suo esordio cinematografico in Die Abenteuer eines Zehnmarkscheines, un film drammatico diretto da Berthold Viertel. Dopo diversi film muti, non incontrò alcun problema nel passaggio al sonoro e divenne una presenza costante nel cinema tedesco, girando una serie di commedie.
Fu Otto Siedler nella prima assoluta di Al cavallino bianco l'8 novembre 1930 al Großes Schauspielhaus di Berlino con Paul Hörbiger, Camilla Spira, Max Hansen (tenore) e Siegfried Arno.
All'avvento del nazismo, nel gennaio 1933, Wallburg - che era ebreo - perse il suo contratto con l'UFA e, subito dopo, anche il suo lavoro a teatro a Berlino. L'anno dopo, riuscì a recitare per un breve periodo a Francoforte, ma poi prese la decisione di andarsene dalla Germania. Si trasferì con la famiglia in Austria dove conobbe Joe Pasternak dell'Universal.
Dopo l'annessione dell'Austria nel marzo 1938, l'attore fuggì attraverso la Francia, arrivando nei Paesi Bassi. Ad Amsterdam, lavorò con Kurt Gerron e Rudolf Nelson al Theater Joodsche Schouwberg, un cabaret ebraico. Nel maggio del 1940, i Paesi Bassi furono occupati dalle truppe tedesche. Wallburg cercò di fuggire, ma venne arrestato in seguito a una denuncia.
Venne deportato ad Auschwitz dove, alla fine dell'ottobre 1944, venne ucciso nelle camere a gas del campo di concentramento nazista.

## Filmografia
- Die Abenteuer eines Zehnmarkscheines, regia di Berthold Viertel (1926)
- Die keusche Susanne, regia di Richard Eichberg (1926)
- Derby. Ein Ausschnitt aus der Welt des Trabersports, regia di Max Reichmann e Joe May (1926)
- In der Heimat, da gibt's ein Wiedersehn!, regia di Leo Mittler e Reinhold Schünzel (1926)
- Die leichte Isabell, regia di Eddy Busch e Arthur Wellin (1927)
- Der Himmel auf Erden, regia di Alfred Schirokauer e Reinhold Schünzel (1927)
- Grand Hotel...!, regia di Johannes Guter (1927)
- Dr. Bessels Verwandlung, regia di Richard Oswald (1927)
- Die Geliebte des Gouverneurs, regia di Friedrich Fehér (1927)
- Mein Freund Harry, regia di Max Obal e Rudolf Walther-Fein (1928)
- Liebe im Kuhstall, regia di Carl Froelich (1928)
- Das letzte Souper, regia di Mario Bonnard (1928)
- Cuori in fiamme (Der moderne Casanova), regia di Max Obal e supervisione di Rudolf Walther-Fein (1928)
- Die vierte von rechts, regia di Conrad Wiene (1929)
- Die Frau, die jeder liebt, bist du!, regia di Carl Froelich (1929)
- Der rote Kreis, regia di Frederic Zelnik (1929)
- Das närrische Glück, regia di Johannes Guter e Rudolf Walther-Fein (1929)
- Der lustige Witwer, regia di Robert Land (1929)
- Kolonne X, regia di Reinhold Schünzel (1929)
- Männer ohne Beruf, regia di Harry Piel (1929)
- Der Narr seiner Liebe, regia di Olga Tschechowa (1929)
- Sein bester Freund, regia di Harry Piel (1929)
- Trust der Diebe, regia di Erich Schönfelder (1929)
- Ehe in Not, regia di Richard Oswald (1929)
- La notte è nostra (Die Nacht gehört uns), regia di Carl Froelich, Henry Roussel (1929)
- Der Witwenball, regia di Georg Jacoby (1930)
- Es gibt eine Frau, die dich niemals vergißt, regia di Leo Mittler (1930)
- Questa notte... forse sì (Heute Nacht - eventuell), regia di E. W. Emo (1930)
- Hokuspokus
- La canzone è finita (Das Lied ist aus)
- Der Hampelmann, regia di E.W. Emo (1930)
- Hans in allen Gassen
- Das Verlorene Paradies, regia di Philipp Lothar Mayring - cortometraggio (1931)
- Roxi B bar (Ihre Majestät die Liebe)
- Königin einer Nacht, regia di Fritz Wendhausen (1931)
- Sua altezza comanda (Ihre Hoheit befiehlt)
- Seitensprünge
- ...und das ist die Hauptsache!?
- Wenn die Soldaten...
- Kabarett-Programm Nr. 1
- Il ventaglio della Pompadour (Opernredoute), regia di Max Neufeld (1931)
- Salto mortale, regia di Ewald André Dupont (1931)
- La scappatella (Der kleine Seitensprung), regia di Reinhold Schünzel (1931)
- La donna di cui si parla (Die Frau von der man spricht)
- Bomben auf Monte Carlo, regia di Hanns Schwarz (1931)
- Wer nimmt die Liebe ernst..., regia di Erich Engel (1931)
- Il congresso si diverte (Der Kongreß tanzt), regia di Erik Charell (1931)
- Wochenend im Paradies, regia di Robert Land (1931)
- Hilfe! Überfall!, regia di Johannes Meyer (1931)
- Der Hochtourist, regia di Alfred Zeisler (1931)
- Ronny, regia di Reinhold Schünzel (1931)
- Il generale York (Yorck), regia di Gustav Ucicky (1931)
- Lügen auf Rügen
- Zwei Herzen und ein Schlag, regia di Wilhelm Thiele (1932)
- Questa notte o mai più (Das Lied einer Nacht), regia di Anatole Litvak (1932)
- L'avventura felice (Das schöne Abenteuer), regia di Reinhold Schünzel (1932)
- L'ussaro nero (Der schwarze Husar), regia di Gerhard Lamprecht (1932)
- Wie sag' ich's meinem Mann?
- Strich durch die Rechnung
- Friedericke, regia di Fritz Friedmann-Frederich (1932)
- Wenn die Liebe Mode macht, regia di Franz Wenzler (1932)
- Madame wünscht keine Kinder, regia di Hans Steinhoff (1933)
- Der große Bluff, regia di Georg Jacoby (1933)
- Marion, das gehört sich nicht, regia di Emmerich Wojtek Emo (1933)
- La figlia del reggimento (Die Tochter des Regiments o Die Regimentstochter), regia di Carl Lamac (1933)
- Die kleine Schwindlerin, regia di Johannes Meyer (1933)
- Was Frauen träumen, regia di Géza von Bolváry (1933)
- Sag' mir, wer Du bist, regia di Georg Jacoby (1933)
- Wege zur guten Ehe, regia di Adolf Trotz (1933)
- Kind, ich freu' mich auf Dein Kommen, regia di Kurt Gerron e (non accreditati) Hans Steinhoff e Erich von Neusser (1933)
- Saluti e baci (Gruß und Kuß - Veronika), regia di Carl Boese (1933)
- Das häßliche Mädchen, regia di Henry Koster (1933)
- Zarevic (Der Zarewitsch), regia di Victor Janson (1933)
- Inge und die Millionen, regia di Erich Engel (1933)
- Konjunkturritter, regia di Fritz Kampers (1934)
- Peter, regia di Henry Koster (1934)
- Bretter, die die Welt bedeuten, regia di Kurt Gerron (1935)
- Un ballo al Savoia (Ball im Savoy), regia di Steve Sekely (1935)
- Alles für die Firma, regia di Rudolf Meinert (1935)
- Kleine Mutti, regia di Henry Koster (1935)
- Viereinhalb Musketiere, regia di László Kardos (1935)
- Katharina, die Letzte, regia di Henry Koster (1936)
- Heut' ist der schönste Tag in meinem Leben, regia di Richard Oswald (1936)
- Mircha il monello (Bubi), regia di Béla Gaál (1937)
- Un caso famoso (Carrefour), regia di Curtis Bernhardt (1938)